# حسن گولد آپتیدون
حسن گولد آپتیدون (فرانسوی: Hassan Gouled Aptidon‎؛ زاده ۱۵ اکتبر ۱۹۱۶ – درگذشته ۲۱ نوامبر ۲۰۰۶) یک سیاست‌مدار اهل جیبوتی و رئیس‌جمهور سابق این کشور از سال ۱۹۷۷ تا ۱۹۹۹ بود.
حسن جولد، از زمان استقلال جیبوتی در سال ۱۹۷۷ حکومت کرد و پس از آن، برادرزادهٔ خود اسماعیل عمر غیله را به عنوان رئیس‌جمهور در سال ۱۹۹۹ به عنوان جانشین دستچین شدهٔ خود انتخاب کرد.